# Wexy

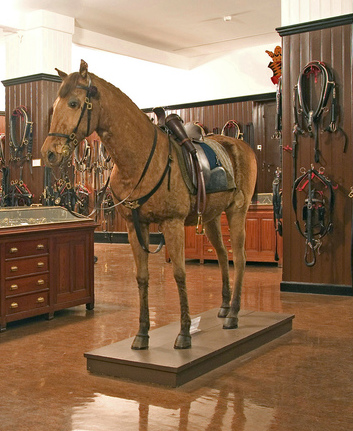
Wexy opgezet in de koninklijke stallen

Wexy, ook wel Vexy of Wexi (ca. 1801 - 1839 / 1840) is een paard, dat gebruikt werd als het strijdpaard van de toenmalige Prins van Oranje, prins Willem Frederik van Oranje, de latere koning Willem II. Het paard was een Ierse halfbloed, geschikt voor gebruik tijdens een veldslag. Het paard werd gewond in het linker achterbeen bij de Slag bij Waterloo, op 18 juni 1815. Het paard stortte in en Willem vluchtte te voet weg.

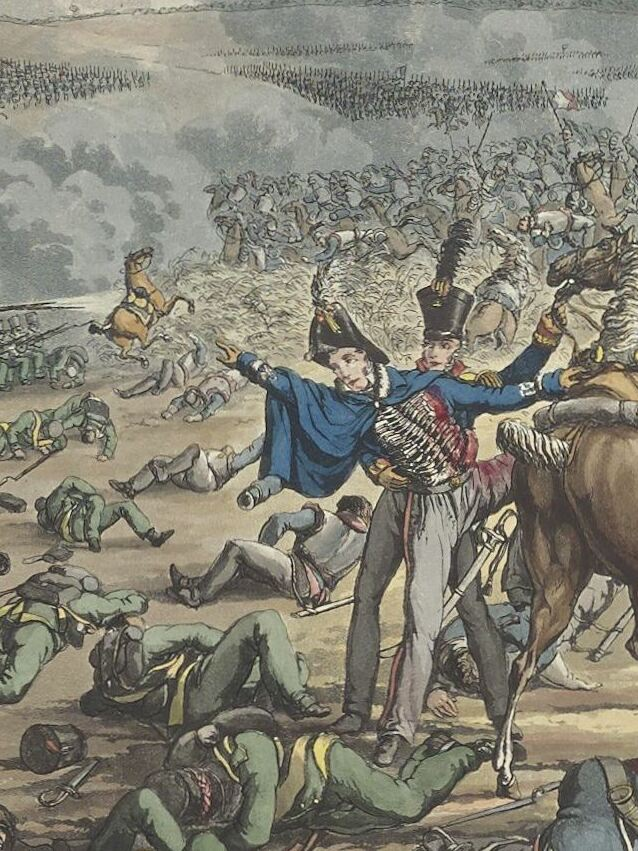
Slag bij Waterloo met de prins (vooraan) en het paard (links achter)

Het is niet bekend wanneer Willem eigenaar werd van Wexy. Mogelijk vergezelde Wexy de kroonprins al tijdens de campagnes tegen Napoleon op het Iberische schiereiland tussen 1811 en 1813.
Na de Slag bij Waterloo bracht het paard zijn jaren door op het landgoed van de Prins van Oranje in Tervuren, in het latere België. Na de Belgische Revolutie kwam de stoeterij van de Prins van Oranje, met Wexy als symbool van de Oranjedynastie, in handen van de Belgische staat. In 1834 ontstond ophef toen de staat de stoeterij wilde verkopen en revolutionairen plannen hadden om Wexy te gebruiken als trekpaard voor een vuilniskar, om wraak te nemen op de Nederlanders. Dit werd voorkomen door een vereniging van orangisten die het paard kochten.
Het paard zou naar verluidt 38 jaar en 7 maanden oud zijn geworden. Na zijn overlijden in 1839 kreeg Jacques Kets, de eerste directeur van de Antwerpse dierentuin, de opdracht om het dier op te zetten. De huid van Wexy werd op een houten frame bevestigd.
Na het opzetten kwam Wexy definitief in Nederland terecht. Het opgezette paard heeft op verschillende locaties gestaan. Rond 1844 kreeg het een plaats tussen de schilderijen in de Gotische Zaal van Paleis Kneuterdijk. Later sierde Wexy de galerijzaal van Paleis Noordeinde en vanaf ca. 1900 bevindt hij zich in de tuigkamer van het Koninklijk Staldepartement.

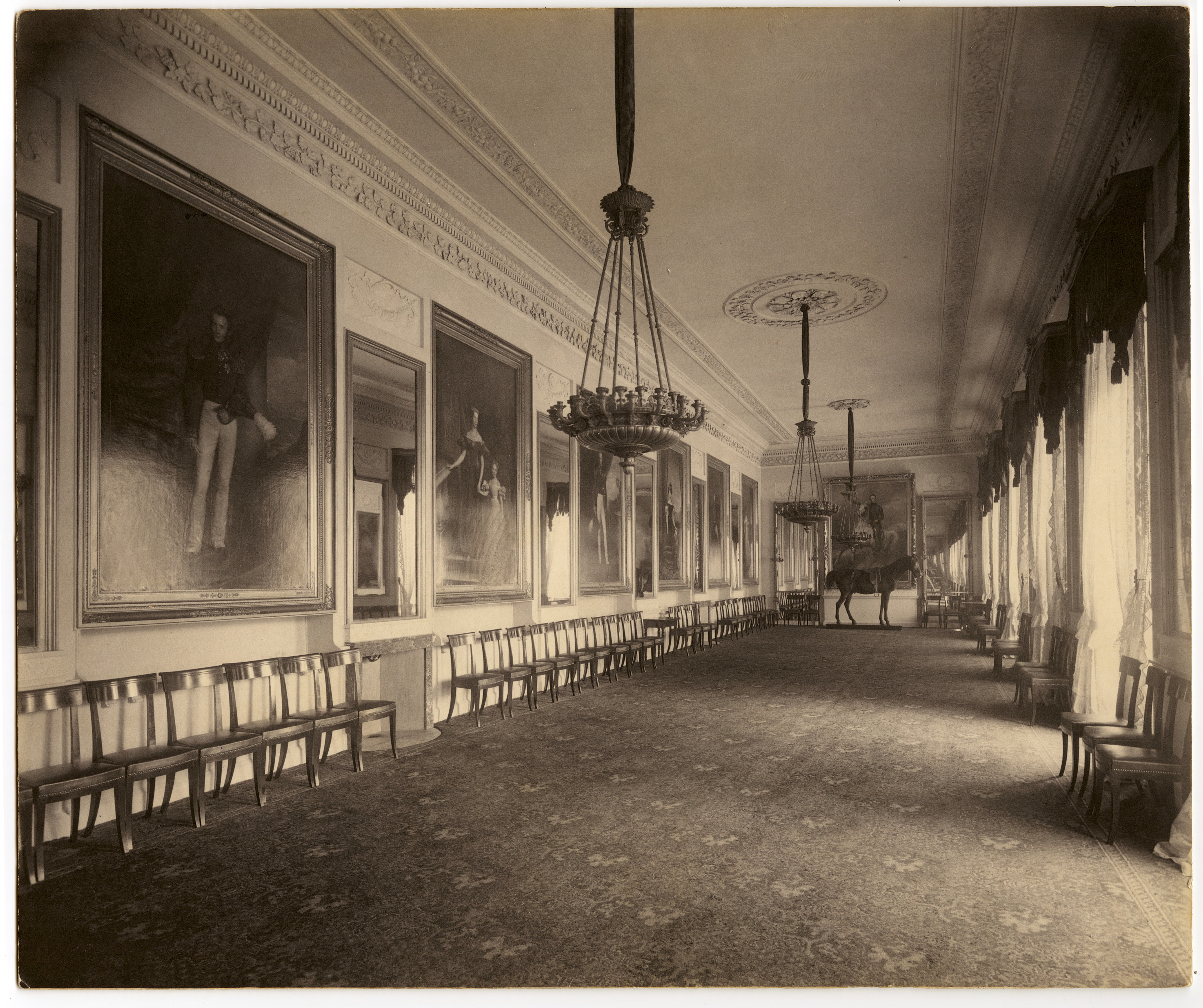
Foto van Wexy in 1893, Paleis Noordeinde

Wexy is een zeldzaam voorbeeld van een opgezet paard dat zo lang bewaard is gebleven. Tot in het begin van de negentiende eeuw was het niet gebruikelijk en ook kostbaar om een paard op te zetten. Het behoud van Wexy voor het nageslacht wijst erop dat Willem II, die zelf in 1849 overleed, bijzonder gehecht was aan zijn strijdros.

## Bezoar
Waarschijnlijk heeft Kets bij het preparen een maagsteen, of bezoar, uit het karkas van het paard verwijderd. Deze steen kwam terecht bij de Gemeente Apotheek in Den Haag. Toen deze apotheek in de jaren 1920 werd gesloopt vond een voorbijganger de steen op straat, waarna deze in Amerika terechtkwam, bij een artiest zwaardslikker en vuurspuwer, Johnny Fox (1953-2017). In 2018 verwierf het Koninklijk Huisarchief de steen op een veiling.

## Wetenswaardigheden
- Van de gestorven paarden op het slagveld bij Waterloo is alleen het geraamte van Marengo, Napoleon Bonapartes paard, bewaard gebleven en behoort dit tegenwoordig tot de collectie van het National Army Museum.
- In Europa waren de oudst bekende opgezette paarden uit de zeventiende eeuw die van aartshertogen Albrecht en Isabella.
- De schilder Charles Tilmont maakte in 1838 een schilderij van Vexy op 36-jarige leeftijd (doek, 34 x 44,5 cm, Koninklijke Verzamelingen, inv.nr. sc/0971)[4]
- Augustus Wijnantz (toeschrijving)[7] maakte een voorstudie voor het interieur van de Gotische Zaal waarin Wexy een plaats had.[4]
- Er is een jeugdboek over het paard verschenen: Wexy, het spannende leven van een strijdros, door Christine Linneweever, Uitgeverij Kluitman.
- Het paard werd geëxposeerd in Dordrecht in 2014[8] en in 2015 in het Rijksmuseum, bij een tentoonstelling Ooggetuigen van Waterloo.[9]